# Audea agrotidea
Audea agrotidea là một loài bướm đêm trong họ Erebidae.